# Kitty Sweeb
Kitty Sweeb is een Surinaams diplomate en jurist. Ze was sinds 2011 plaatsvervangend vertegenwoordiger en is sinds 2019 vertegenwoordiger (ambassadeur) bij de Verenigde Naties in New York. Ze voerde voor de Surinaamse regering meerdere onderhandelingen op hoog niveau.

## Biografie
Kitty Sweeb is moeder van vier kinderen. Ze werkte voor het ministerie van Defensie, de rechtbank en de private sector, voordat ze in 1993 naar New York vertrok. Daar studeerde ze af met een Master of Laws in internationale handel en handelsrecht.
Voor de Surinaamse regering nam ze tussen 2011 en 2020 deel aan onderhandelingen met Staatsolie, Iamgold, Newmont en Alcoa. Verder was ze tussen 2012 en 2015 beleidsadviseur voor Buitenlandse Zaken. In 2015 werd ze daarnaast benoemd tot directeur van NV1, de organisatie die de belangen van de overheid in Iamgold vertegenwoordigt.
Sinds 2011 werkte ze daarnaast als plaatsvervangend vertegenwoordiger bij de Verenigde Naties in New York. Op 19 juni 2019 overhandigde ze haar geloofsbrieven aan António Guterres, de secretaris-generaal van de Verenigde Naties, waarmee ze aantrad als ambassadeur van Suriname bij de Verenigde Naties. Op deze post volgde ze Henry Mac Donald op.